# Phil Napoleon
Filippo Napoli, artiestennaam Phil Napoleon, (Boston, 2 september, 1901 - North Miami, 13 september 1990) was een Amerikaanse jazztrompettist en bandleider uit de vroege New Orleans-jazz. Hij was medeoprichter en lid van de Original Memphis Five.
Napoleon kreeg als kind les in klassiek trompetspelen, toen hij ouder was speelde hij in verschillende dansbands. Hij was een van de eerste musici in het noordoosten van Amerika die de nieuwe jass omarmde die muzikanten uit New Orleans naar dat deel van het land hadden gebracht. In 1917 richtte hij met Frank Signorelli de Original Memphis Five op, dat zich in muzikaal opzicht oriënteerde aan het voorbeeld van de Original Dixieland Jass band. De Original Memphis Five was in de jaren twintig een van de meest actieve groepen in New York. De groep nam voor veel verschillende platenlabels op, vaak onder verschillende namen, zoals the Charleston Chasers. In de band speelden door de jaren heen onder meer Miff Mole, Red Nichols, de gebroeders Dorsey, Dave Tough, Pee Wee Russell, Jack Teagarden, Gene Krupa, Glenn Miller, Joe Venuti en Eddie Lang. Nadat de band in 1928 was opgeheven, werkte Napoleon als studiomuzikant voor NBC. Ook maakte hij af en toe opnames als sideman, zoals bij bandleider Sam Lanin.
In 1937 had hij kort een eigen bigband, die echter weinig succesvol was. Tijdens de Tweede Wereldoorlog speelde hij een tijd bij de bigband van Jimmy Dorsey, die veel bandleden had verloren aan de diensttijd. Daarna was hij weer actief voor NBC en richtte hij rond 1949 een nieuwe versie van de Original Memphis Five op, die tot 1956 dixieland speelde in Nick's in New York. In 1956 richtte hij in Miami de club Napoleon's Retreat op, waar hij ook regelmatig speelde. In 1960 gaf hij een optreden op het Newport Jazz festival. Ook nam hij in die tijd enkele platen voor Capitol op.

## Discografie (selectie)
- Red Nichols/Phil Napoleon - New York Horns: 1923-1931, BMG
- Phil Napoleon 1929-1931, The Old Masters, 1999
- Phil Napoleon 1946-1949, Harlequin, 1999
- From 1950's Broadcasts, Take Two, 1978
- Live at Nick's (opnames 1949-1950), Jazzology, 1999
- Memphis Blues: The Marine Corp Transcriptions, vol. 1 (Phil Napoleon & His Memphis Five), Sounds of Yester Year, 2009
- That's a Plenty: The Marine Corp Transcriptions, vol. 2 (Phil Napoleon & His Memphis Five), Sounds of Yester Year, 2010
- Phil Napoleon and the Memphis Five, Capitol, 1959
- In the Land of Dixie, Capitol, 1960
- Tenderloin Dixieland, Capitol, 1960